# ترکی کریک (لوئیزیانا)
ترکی کریک (به انگلیسی: Turkey Creek) شهری در ایالت لوئیزیانا کشور ایالات متحده آمریکا است که جمعیت آن در سرشماری سال ۲۰۱۰ میلادی، ۴۴۱ نفر بوده‌است.